# El Cabalot
El Cabalot és una muntanya de 469 metres que es troba al municipi d'Ivorra, a la comarca catalana de la Segarra.